# Галеон Теттиен Петрониан
Галеон Теттиен Петрониан (лат. Galeo Tettienus Petronianus) — римский политический деятель второй половины I века.
Петрониан происходил из умбрийского города Ассизиум. Его отцом был Галеон Теттиен Север, а братом консул-суффект 81 года Тит Теттиен Серен. В 76 году Петрониан занимал должность консула-суффекта вместе с Марком Фульвием Гиллоном.
Его приёмным сыном был консул-суффект 102 или 103 года Галеон Теттиен Север Марк Эппулей Прокул Тиберий Цепион Гиспон.